# Moio
Moio (do latim "modius"), é um termo metrológico que, ao longo da história de Portugal, designou diferentes medidas, quer de capacidade para sólidos e liquídos, quer para superfícies. Como medida de capacidade, era normalmente definido através de um certo número de alqueires ou almudes e dividia-se em 4 quarteiros. A transformação de medida de volume em medida de superfície (medida agrária) ocorreu através da determinação da área média de terreno que podia ser semeada com um moio de semente.

## História
Na Roma Antiga, o moio ("modius") era uma medida de capacidade equivalente a 8,7 até 9,2 litros.
Mais tarde, no século XI, na região do Condado Portucalense, documentam-se moios com capacidades na ordem de grandeza de 3 a 9 moios romanos, ou 26 a 83 litros . O seu valor mais comum seria talvez 6 moios romanos. No sistema do Condado Portucalense, no entanto, o moio tinha passado a representar 64 alqueires, ou seja, cerca de 220 litros . No sistema introduzido por Afonso Henriques a definição do moio manteve-se, mas dado o aumento da capacidade do alqueire, o moio passou a equivaler a cerca de 560 litros . Em paralelo com esses sistemas principais, sobreviviam ainda sistemas em que o moio mantinha uma capacidade muito reduzida, como por exemplo o sistema de medidas do sal em Aveiro, onde o moio era uma medida de apenas 13,1 litros .
Sob o reinado de Pedro I de Portugal, devido a um novo aumento da capacidade do alqueire legal, o moio passou a equivaler a cerca de 630 litros . No sistema de Manuel I, o moio passou a representar a conta de 60 alqueires de Lisboa (alqueires de 13,1 litros), o que resultou num valor de cerca de 790 litros .
Apesar dos esforços de uniformização dos sucessivos monarcas, o valor do moio continuou a variar de região para região — embora em menor escala do que na Idade Média — de acordo com o valor do alqueire. Como unidade de volume, o moio está em desuso.

## Unidade utilizada na especificação de preços
Na documentação medieval portuguesa até meados do século XII, o termo "moio" era também utilizado na especificação dos preços. Em algumas regiões rurais, a sua utilização manteve-se até mais tarde. O seu valor, no entanto, não equivalia nem ao "modius" romano nem, tão pouco, ao moio-medida oficialmente usado no Condado Portucalense, ou mesmo nos primeiros reinados da monarquia portuguesa. O moio-preço tinha um valor próximo de 25 a 55 litros de cereal, ou seja, um valor próximo dos moios usados antes da introdução do alqueire e de todo o sistema do Condado Portucalense.

## Unidade de medida agrária
Como unidade de medida de área agrícola, pese embora a metrificação legalmente imposta, o moio mantém-se em uso corrente em muitas regiões, embora a sua dimensão varie grandemente em função do alqueire do qual é derivado e da medida linear usada para o seu cálculo (a vara, o côvado ou similar). Um alqueire de terra, dito de vara pequena, corresponde a 968 m2 na ilha Terceira, nos Açores.